# Медея Мей
Медея Іванівна Фігнер (Мей) (до шлюбу Дзораіде (Дзоваіде) Амедея Мей, Medea Mei Figner, 4 квітня 1859 за іншими відомостями 1858 або 1860, Флоренція — 8 липня 1952, Париж) — італійська та російська співачка (драматичне сопрано). Заслужена артистка РРФСР.
Дружина оперного співака Миколи Миколайовича Фігнера.
Народилася в сім'ї бідного італійського ремісника. Музичну освіту здобула в Італії. Вступила в 14-річному віці у Флорентійську консерваторію в клас сольного співу Альбіно Б'янкі. Пізніше навчалася у Генріха Панофки, одночасно брала уроки співу у співачки К. Кароцці-Цуккі.
Після її весілля з Миколою Фігнер в Росії її називали Медея Мей-Фігнер (так її ім'я використовується в більшості західних довідників) або просто як Медея Фігнер.
Яскраве життя Медеї Фігнер було ще й навдивовижу тривалим. Вона стала свідком кількох історичних епох; в 1930 році покинула радянську Росію і поселилася в Парижі, де і померла влітку 1952 року, не доживши до вікового ювілею лише сім років.